# آرکن
آرکن (به هلندی: Arcen) یک منطقهٔ مسکونی در هلند است که در فنلو واقع شده‌است. آرکن ۱۱٫۴۷ کیلومتر مربع مساحت و ۲٬۲۳۰ نفر جمعیت دارد.